# Pământuri rare

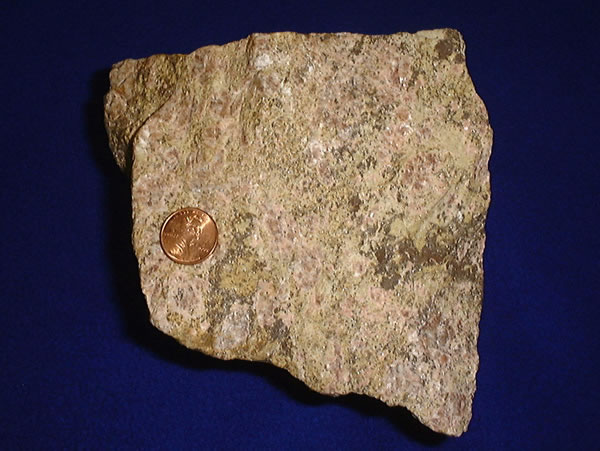
Minereu din categoria pământurilor rare, cu o monedă de 1 cent SUA pentru comparație

Metalele denumite pământuri rare și uneori, în geologie, terre rare (T.R.),  reprezintă un grup de 17 elemente extrem de importante, socotite critice, pentru asamblarea a aproximativ un sfert din tehnologia actuală - de la telefoane mobile, componente de calculator și motoare electrice până la tehnologii precum bateriile electrice, armamentul sofisticat și turbinele eoliene. În anul 2010, China producea aproximativ 97% din pământurile rare consumate în întreaga lume.
- Scandiu
- Ytriu
- Lantan
- Ceriu
- Praseodim
- Neodim
- Promețiu
- Samariu
- Europiu
- Gadoliniu
- Terbiu
- Disprosiu
- Holmiu
- Erbiu
- Tuliu
- Yterbiu
- Lutețiu

Producția de pământuri rare în perioada 1950-2000

Rezervele totale de astfel de minerale la nivel mondial sunt estimate la circa 99 de milioane de tone, dintre care circa 36 de milioane de tone sunt în China, 19 milioane de tone în Rusia și țările vecine și 13 milioane de tone în SUA.
Minele exploatate sunt însă extrem de puține, iar producția anuală era în 2009 de circa 124.000 de tone, din care 120.000 de tone provin din China.
Cantități mai mici produc India, Brazilia și Malaezia.
În anul 2000, producția totală era de 40.000 de tone, iar în 2010 aceasta a ajuns la 200.000 de tone.